# Ititi
Ititi (akad. Ititi, w transliteracji z pisma klinowego zapisywane i-ti-ti) – jeden z najwcześniejszych znanych władców asyryjskich, rządzący miastem-państwem Aszur w 2 połowie III tys. p.n.e.

## Panowanie
Ititi znany jest z własnej inskrypcji wyrytej na kamiennej płytce. Zabytek ten (nr inwent. VA 8831a, Ass 20377), mierzący 25 x 21,1 cm, odnaleziony został w trakcie prac wykopaliskowych prowadzonych w ruinach staroasyryjskiej świątyni Isztar w Aszur (warstwa G lub G/F). Inskrypcja na płytce upamiętnia przekazanie tego przedmiotu, mającego pochodzić z łupów wojennych zdobytych przez Ititi w mieście Gasur (późniejsze Nuzi), w darze bogini Isztar:
„Ititi, władca, syn Inin-laby, dedykował (ten przedmiot pochodzący) z łupów (zdobytych w mieście) Gasur bogini Isztar” (i-ti-ti PA DUMU i-nin-la-ba in ša10-la-ti ga-surx(SAG)ki a-na dINANNA A.MU.RU)
Inskrypcja Ititi uznawana jest często za najstarszą znaną asyryjską inskrypcję królewską. Paleograficznie datowana jest ona na okres staroakadyjski (2 połowa III tys. p.n.e.), jako że zarówno kształt znaków klinowych, dobór słownictwa, jak i sam język tej inskrypcji wykazują wiele podobieństw do pisma i dialektu staroakadyjskiego. Dla datowania inskrypcji ważne jest też to, że występowanie takich imion jak Ititi czy Inin-laba charakterystyczne jest właśnie dla tego okresu, o czym świadczyć może fakt ich regularnego pojawiania się w staroakadyjskich tekstach pochodzących z Gasur (staroakadyjska nazwa miasta Nuzi). Dość ważny dla datowania inskrypcji Ititi jest też fakt, iż brakuje w niej wzmianki o tym, by jego władza nad miastem Aszur pochodzić miała z nadania któregoś z królów z dynastii akadyjskiej lub III dynastii z Ur. Tradycją było bowiem, aby gubernatorzy z miast kontrolowanych przez oba imperia w swych własnych inskrypcjach nazywali siebie „sługą” panującego akurat króla. Brak tego rodzaju wzmianki w inskrypcji Ititi wskazywać może, iż mógł on być niezależnym władcą. Tezę tą zdaje się potwierdzać informacja z inskrypcji o udanym ataku Ititi na miasto Gasur: gdyby Ititi był akadyjskim gubernatorem Aszur, to raczej nie mógłby zaatakować miasta o którym wiadomo, iż również znajdowało się pod kontrolą królów akadyjskich. Jeżeli Ititi nie był ani poddanym królów akadyjskich, ani poddanym królów z III dynastii z Ur, to jako niezależny władca miasta-państwa Aszur panować on mógł tylko w jednym czasie: kilkudziesięcioletnim okresie dzielącym upadek imperium akadyjskiego od powstania imperium III dynastii z Ur (XXII w. p.n.e.). W tym też okresie niektórzy uczeni proponują umieścić jego rządy.

## Tytuł
W swojej inskrypcji Ititi nosi tytuł zapisany za pomocą znaku klinowego PA, który rozumiano zazwyczaj jako skrót sumeryjskiego tytułu PA.TE.SI czyli ensi (sum.  énsi, zapisywane PA.TE.SI, akad. išši'akkum, tłum. „zarządca, gubernator, namiestnik”), używanego przez prowincjonalnych gubernatorów w okresie panowania królów akadyjskich. W inskrypcjach wczesnych królów asyryjskich tytuł ten pojawia się jednak wyłącznie w powiązaniu z imieniem boga Aszura, w znaczeniu „zarządca/namiestnik boga Aszura”, co wynikało z ideologii asyryjskiej, w której to Aszur uważany był za króla miasta, a władca asyryjski za jego ziemskiego namiestnika. W inskrypcji Ititi brak jest jednak odniesienia do boga Aszura, więc obecnie zakłada się, iż znak klinowy PA odczytywać należy jako sumeryjskie słowo ugula (sum. ugula, zapisywane PA, akad. waklum, tłum. „zarządca, administrator, nadzorca”), oznaczające w tym przypadku zarządcę lub administratora miasta. Tytułu ugula/waklum używali również późniejsi władcy Asyrii, jak np. Adad-nirari I czy Salmanasar I.

## Bogini Isztar
Opisane w inskrypcji złożenie daru bogini Isztar po zwycięskiej kampanii przeciw miastu Gasur wskazuje na ważną rolę, jaką odgrywać musiała ta bogini w życiu króla i religijnym życiu ówczesnego miasta Aszur. O tym, iż związek rodziny królewskiej z tą boginią nie był przypadkowy, świadczyć może akadyjskie imię ojca Ititi, Inin-laby, które znaczy „Innin (Isztar) jest lwem”. O tym jak bardzo rozpowszechniony był kult Isztar na tym obszarze w tym okresie, wskazują staroakadyjskie teksty z Gasur, gdzie regularnie pojawiają się takie imiona jak Inin-laba, Asztar-laba (Aštar-laba, tłum. „Isztar jest lwem”), Szi-laba (Šî-laba, tłum. „Ona jest lwem”), czy Szi-lab'at (Šî-lab'at, tłum. „Ona jest lwicą”).